# Ligebehandlingsnævnet
Ligebehandlingsnævnet er en klageinstans, der behandler klager over en række former for diskrimination på og udenfor arbejdsmarked. Nævnet blev nedsat 1. januar 2009 ved lov om Ligebehandlingsnævnet, hvorved der blev etableret en samlet administrativ klagenævnsbehandling af ligebehandlingsspørgsmål for alle grupper, der er beskyttet mod forskelsbehandling i lovgivningen.  Ligebehandlingsnævnet erstattede det tidligere Ligestillingsnævnet og Klagekomiteen for Etnisk Ligebehandling. Samtlige 12 medlemmer er jurister, hvoraf tre udgør formandskabet. Alle tre formænd er dommere. Medlemmerne udpeges af Beskæftigelsesministeriet.
Ligebehandlingsnævnet behandler bl.a. sager om diskrimination vedrørende etnicitet, ligestilling, diskrimination på baggrund af seksualitet, ligeløn og barsel.
Ankestyrelsen fungerer som sekretariat for Ligebehandlingsnævnet.

## Nævnsmedlemmer
Nævnsmedlemmerne er udpeget af beskæftigelsesministeren og er uafhængige af det ministerium, der har indstillet og udpeget dem. Nævnsmedlemmerne har særlig kendskab til ligebehandlingslovene, EU-retten og til forholdene på arbejdsmarkedet.

## Ligebehandlingnævnets afgørelser
En afgørelse fra Ligebehandlingsnævnet kan gå ud på, at man enten får medhold, eller at man ikke får medhold i klagen. Nævnet kan også vælge at afvise sagen. En sag bliver for eksempel afvist, hvis nævnet vurderer, at der i sagen er behov for mundtlige forklaringer fra parter eller vidner fx for at afklare faktum. Bevisførelse i form af mundtlige forklaringer kan ikke ske ved nævnet som alene behandler sagerne på skriftligt grundlag. 